# 鹿毛隆男
鹿毛 隆男（かげ たかお、1949年10月3日 - ）は、大阪府出身のプロゴルファー。

## 来歴
20歳からゴルフを始め、1976年にプロ入りする。
1981年のKBCオーガスタでは松井利樹と共に初日を73でスタートし、2日目には66をマークして船渡川育宏・謝永郁（中華民国）と並んでの7位タイに着けた。
1983年の栃木県オープンでは初日を宇野富男・杉本英世と並んでの3位タイでスタートし、最終日も羽川豊と並んでの3位タイで終えた。
1984年の栃木オープンでは町野治・川波通幸・高橋五月に次ぐ6位に入った。
1987年のNST新潟オープンでは初日は32位タイでスタートしたが、2日目には66をマークして一気に石井裕士・川俣茂と並んでの2位タイに浮上し、3日目には尾崎健夫・謝錦昇（中華民国）・重信秀人・高橋勝成・中島弘二と並んでの4位タイに着け、最終日には重信・尾崎健と共に甲斐俊光と並んでの9位タイに入った。
1990年の栃木オープンでは初日に67をマークして首位でスタートし、最終日には稲垣太成の2位タイに入った。
1994年のNST新潟オープンを最後にレギュラーツアーから引退。